# Simon Ings
Simon Ings (nacido en 1965) es un novelista y escritor científico inglés que vive en Londres. Nació en julio de 1965 en Horndean y estudió en el Churcher's College, Petersfield y en el King's College de Londres y el Birkbeck College, Londres.
Ha escrito varias novelas, prosa corta y artículos para periódicos nacionales. Fue editor de cultura en New Scientist durante un tiempo y en 2021 continúa escribiendo para la revista sobre temas culturales. Su libro de no ficción The Eye: A Natural History profundizó en la ciencia de la visión explorando la química, la física y la biología del ojo.
Ings ha colaborado con M. John Harrison en relatos cortos, entre ellos «The Dead» (1992) y «The Rio Brain». Este último fue publicado como un folleto separado por Night Shade Books y estaba disponible solo con la edición limitada de la colección de Harrison Things That Never Happen. También ha colaborado en ficción corta con Charles Stross.

### Novelas
- Ings, Simon (1992). Hot Head. Grafton Books. ISBN 0-586-21496-8.
- ——— (1994). City of the Iron Fish. Collins. ISBN 0-00-647653-8.
- ——— (1995). Hotwire. Collins. ISBN 0-00-647724-0.
- ——— (1999). Headlong. HarperCollins. ISBN 0-00-647725-9.
- ——— (2000). Painkillers. Bloomsbury. ISBN 0-7475-4787-4.
- ——— (2006). The Weight of Numbers. Atlantic Books. ISBN 1-84354-463-6.
- ——— (2010). Dead Water. Corvus Books/Atlantic Books. ISBN 978-1-84887-888-4.
- ——— (2014). Wolves. Gollancz. ISBN 978-0-575-11973-4.
- ——— (2018). The Smoke. Orion. ISBN 978-0-575-12007-5.

### No ficción
- ——— (2007). The Eye: A Natural History. Bloomsbury. ISBN 978-0-7475-7805-5.
- ——— (2008). A Natural History of Seeing. W. W. Norton. ISBN 978-0-393-06719-4.
- ——— (2016). Stalin and the Scientists: A History of Triumph and Tragedy 1905-1953. Faber & Faber. ISBN 978-0571290079.

### Ficción corta seleccionada
- «The Braining of Mother Lamprey» (1990)
- «The Black Lotus» (1993)
- «Grand Prix» (1993)
- «Volatile» (1995)
- «Open Veins» (1997)
- «Myxamatosis» (2000)
- «Ménage» (2001)
- «Russian Vine» (2001)
- «Myxomatosis» (2001)
- «Menage» (2001)
- «The Convert» (2002)
- «Elephant» (2003)
- «The Wedding Party» (2007)
- «Zoology» (2009)